# Aaron S. Watkin
Aaron S. Watkin (Duncan, 1970) è un ex ballerino, direttore artistico e coreografo canadese.

## Biografia
Nato e cresciuto a Duncan, ha studiato danza alla Scuola del Balletto Nazionale Canadese, diplomandosi nel 1988. Nello stesso anno ha vinto il Premio Erik Bruhn ed è stato scritturato dal National Ballet of Canada; nel 1990 si è trasferito a Londra, dove ha danzato con l'English National Ballet per due stagioni. Successivamente ha danzato ancora per qualche anno, prima con l'Het Nationale Ballet, poi con la compagnia di William Forsythe a Francoforte e con la Compañía Nacional de Danza in Spagna.
Grande interprete dell'opera di Forsythe, dopo il ritiro dalle scene si è dedicato all'allestimento dei balletti del coreografo con compagnie di alto profilo, tra cui il Balletto dell'Opéra di Parigi e il Balletto Mariinskij. Nel 2006 è diventato direttore artistico del Balletto della Semperoper di Dresda su raccomandazione dello stesso Forsythe. In questa veste ha ampliato il repertorio della compagnia con balletti di Jiří Kylián, Mats Ek, George Balanchine, Martha Graham, Pina Bausch e John Neumeier; inoltre ha coreografato nuovi allestimenti de Il lago dei cigni, La bella addormentata, Lo schiaccianoci e Don Chisciotte.
Nel 2023 subentra a Tamara Rojo come direttore artistico dell'English National Opera.